# MUCL1
MUCL1‏ (Mucin like 1) هوَ بروتين يُشَفر بواسطة جين MUCL1 في الإنسان.